# عبد الكريم الرفاعي
عبد الكريم الرفاعي (1322- 1393 هـ/ 1904- 1973 م) عالِم عامل سوري، وداعية مربٍّ، رائدُ العمل الدعوي المسجدي في دمشق الشام، وباعث نهضة علمية وتربوية فيها. وهو والد الشيخين مفتي الجمهورية العربية السورية أسامة الرفاعي، والداعية المربي سارية الرفاعي.

## نشأته ودراسته
ولد عبد الكريم بن عبد الله الرفاعي في دمشق مطلع القرن العشرين الميلادي 1322هـ/ 1904م، في أواخر العهد العثماني في بلاد الشام، ويعود أصله إلى مدينة حماة إلى آل السبسبي الذين لهم نسب إلى الإمام الرفاعي المنسوب إلى الحسين بن علي. وكانت أسرته مستورةَ الحال، وكان منذ صغره ضعيف الجسم مريضًا، تعبت والدتُه كثيرًا في علاجه بعد وفاة زوجها، حتى أصابها اليأسُ من شفائه، وعهدت به إلى الشيخ علي الدقر ليتعلم على يديه. 
سلك عبد الكريم طريق العلم الشرعي على يدي أستاذه الشيخ علي الدقر، وتلقى عنه مبادئ العلوم، حتى غدا أستاذا لحلقةٍ أو أكثر من الحلقات العلمية التي كان يعقدها شيخه لطلبة العلم، ثم أذن له شيخه بحضور دروس الشيخ بدر الدين الحسني، كما تلقى عبد الكريم أيضا عن الشيخ أمين سويد، علوم الفقه وأصوله وعلوم الحديث الشريف، كما استفاد عبد الكريم أيضا من دروس الشيخ محمود العطار أحد العلماء الأعلام في بلاد الشام.

## نشاطه الدعوي
تنقل عبد الكريم في العديد من المعاهد الشرعية مثل (معهد الجمعية الغراء ـ معهد العلوم الشرعية) مدرسا ومربيا، يبث في طلابه روح الجد والإخلاص، ويحمِّلهم مسؤولية العلم والدعوة إلى الله.
واستقر عبد الكريم في جامع زيد بن ثابت الأنصاري إماما وخطيبا ومدرسا، وبدأ عمله الدعويَّ المتميز، حين أعاد للمسجد رسالته التي ينبغي أن تُؤدى فيه، فأخذ يجمع الشباب على دين الله عز وجل، وأسس الحلقات العلمية الشرعية، والحلقات القرآنية، ولم يكن عمله مقتصرا على تخريج طلاب العلم المتخصصين فقط بالعلوم الشرعية، بل كان يريد إلى جانب هؤلاء أن يتخرج الشباب المثقفون ثقافة عصرية، ويجمعون معها الثقافة الشرعية اللازمة، ليكون في المجتمع الطبيب المسلم، والمهندس المسلم، والموظف المسلم، والتاجر المسلم، والصناعي المسلم، والعامل المسلم، الذين يعيدون إلى النفوس الثقة بالإسلام وبالمسلمين من خلال علمهم وسلوكهم وصدقهم وإخلاصهم. وكان ممن تخرج على يديه تلميذته درية العيطة التي أخذت عنه الفقه الشافعي وجمعته في كتابها "فقه العبادات على المذهب الشافعي" واشتهرت به.
ومما توجه له عبد الكريم بالعناية الفائقة والاهتمام البالغ دفع الشباب إلى حفظ كتاب الله وإتقان تلاوته بقراءة متواترة عن رسول الله، واختار أن تكون رواية حفص عن عاصم، يتلقون ذلك عن شيخ القرآن في جامع زيد والمساجد التابعة له وهو الشيخ محيي الدين كردي أبي الحسن، والذي تخرج من بين يديه المئات من حفاظ القرآن الكريم وتخصص الكثير منهم في قراءاته، وانبثوا في أرجاء بلاد الشام والعديد من الدول العربية والإسلامية، يقومون بتحفيظ القرآن، وتلقين تجويده كما تلقوه هم بالسند المتصل إلى زيد بن ثابت إلى رسول الله.

## جماعة زيد
بعد 17 عامًا قضاها الشيخ في الدراسة على يد الشيخ بدر الدين، عمل مدرسًا في عدد من المعاهد ليستقر أخيرًا في جامع زيد بن ثابت (التي سُميت الجماعة على اسمه) إمامًا وخطيبا وليبدأ منهجه الدعوي حيث تأثر به عدد من الشباب، وأسس الحلقات العلمية الشرعية، والحلقات القرآنية، في أربعينيات القرن الماضي. وانحصر عملها في الدعوة والإرشاد وتنتمي جماعة زيد إلى التيار الصوفي الدمشقي.
لم يكن عمل الشيخ الرفاعي مقتصرا على تخريج طلاب العلم المتخصصين فقط بالعلوم الشرعية، بل كان يريد إلى جانب هؤلاء أن يتخرج الشباب المتعلمون علومًا أخرى ويجمعون معها الثقافة الشرعية اللازمة حيث كان يرى أن ذلك من شأنه أن يعيد الثقة في الإسلام والمسلمين.
واهتم الشيخ الرفاعي بالقرآن الكريم فدفع الشباب إلى حفظه وإتقان تلاوته، واختار أن تكون رواية حفص عن عاصم، يتلقون ذلك عن شيخ القرآن في جامع زيد والمساجد التابعة له وهو الشيخ محيي الدين كردي أبي الحسن، والذي تخرج من بين يديه المئات من حفاظ القرآن الكريم وتخصص الكثير منهم في قراءاته، وانبثوا في أرجاء بلاد الشام والعديد من الدول العربية والإسلامية، يقومون بتحفيظ القرآن، وتلقين تجويده كما تلقوه هم بالسند المتصل إلى زيد بن ثابت إلى رسول الله.
لقد عمل على تأسيس جماعة دعوية تربوية فبدلاً من المدارس النظامية، أصبح يؤسس في الخمسينيات حلقات عديدة، تتخذ من المساجد مقاراً لها، وتشمل عدة مستويات.
كما قام عبدالكريم بتأسيس الجمعيات الخيرية التي تعتني بشؤون الفقراء والمرضى والأرامل والأيتام المحتاجين.
حيث استطاع الشيخ الخروج من دائرة طلبة العلم والوصول إلى عوام دمشق من خلال تأسيسه أو مساهمته في تأسيس العديد من الجمعيات الخيرية كـ"جمعية البر والإحسان" في حي قبر عاتكة و"جمعية إغاثة الفقير" في حي باب السريجة و"جمعية النهضة الإسلامية" والتي كان لها دور كبير في رعاية الفقراء والمحتاجين من أي حي كانوا وسد حاجة المرضى والعاجزين ومكافحة التسول والتشرد لتظهر عاصمة بلاد الشام بالمظهر الكريم الذي يليق بها، وكان الشيخ يختار لهذه الجمعيات الأعضاء والإداريين ممن كان يرى فيهم الثقة، والسمعة الجيدة.

### منهجية الجماعة
كان جماعة زيد ذات الطابع المشيخي (الشيخ والتلاميذ والأتباع)، وهو ما جعلها قريبة من الجماعات الصوفية.
ويوضح هذه المنهجية الشيخ محمد غياث الصباغ - تلميذ الشيخ عبد الكريم وأحد الذين تعلموا وعلّموا في المسجد - بقوله:
وضوح الهدف، ثم الرؤية السديدة لما يجب علينا ولما نريده،  مع التركيز على هذا الهدف وتلك الرؤية، واستبعاد كل مؤثر أو عامل يدافع ذلك، أو يناقضه، او يضاده، أو يعوقه، أو يشوشه.
لم يكن لعمل جامع زيد بن ثابت منهجا مكتوبا، ولا نظاما إداريا مدونا، ولا شيء من هذا القبيل، لا في زمن الشيخ المؤسس وصاحب النهضة، ولا بعد موته، وإنما حفظ العاملون والطلبة هذا المنهج حفظًا من خلال تلقيم إياه من الأفواه ومن خلال الدروس والمواعظ، وتلقوه سلوكا عمليا سلكه الشيخ وكبار طلاب.
لقد كان من منهج عمل الشيخ عبد الكريم عدم دمج السياسي بالدعوي، ولئن ظهر ما شكله عمل سياسي في حقبة ما قبل عهد الانفصال، فإنه لم يعد موجودا نهائيا في حقبة ما بعد ما يسمى ثورة الثامن من آذار/ مارس (1963).
كما كان لا يسمح لأي أخ بحضور دروس لأي عالم إلا بعد استئذان من شيوخه وكان ذلك بحجة عدم تضارب وتزاحم الأفكار والأوقات ونحو ذلك.

### جماعة زيد وحافظ الأسد
تأثرت جماعة زيد بالأحداث التي وقعت تحت حكم حافظ الأسد والتي وصفها الشيخ الصباغ بقوله:
لقد قام حافظ الاسد بملاحقة جماعة زيد وغيرها من الجماعات الاسلامية واعتقل كثير من افرادها واضطر كثير من الشباب والشيوخ للتواري عن الأنظار أو الهجرة خارج البلاد وتسبب ذلك بوقف الأنشطة في جامع زيد ردحا من الزمن قارب العشر سنوات واتهام الكثير من قادة جماعة زيد بالوقوف خلف العمليات العسكرية ضد ضباط النظام السوري.
لقد تعرّضت الجماعة لضربة أمنيّة قاسية في ثمانينيات القرن الماضي وخرج زعيمها الشيخ أسامة الرفاعي (النجل الأكبر لعبد الكريم الرفاعي ووريثه في قيادة الحركة) من البلاد قبل أن يعود إليها في منتصف التسعينيّات.
في بدايات القرن الواحد العشرين كانت الجماعة قد عادت للانتشار في عشرات المساجد، على رأسها مسجد زيد يؤمّه الشيخ سارية، ومسجد الشيخ عبد الكريم في كفرسوسة يؤمه الشيخ أسامة، إلى جانب مسجد الإيمان ومسجد الحمزة والعباس، وفي عام 2002 زار بشار الأسد، إثر توليه السلطة، الشيخ أسامة في مسجد عند صلاة الجمعة وجالسه لنصف ساعة، كانت هذه الزيارة تحمل في طياتها معاني مختلفة وفسرها البعض بأنها دلالة على المكانة التي وصلها الشيخ أسامة في سوريا، بينما فسرها آخرون بأنها إعلان من النظام عن تقرّبه من الجماعة لاستقطابها، وآخرون بأنها النظام لحاجة للجماعة لسد الضائقة المادية التي باتت آثارها ظاهرة على الشعب، حيث ادعى العض بأن الجماعة تتمتع بشعبية واسعة في أوساط الطبقة التجارية الدمشقية المتوسطة، مما يعطيها قابلية فريدة لجذب الأموال من القطاع الخاص.
استغلت الجماعة تلك الفُرجة الممنوحة للقيام بمشاريع جديدة كمشروع "حفظ النعمة" - الذي كان الهدف منه جمع كل ما يزيد على الحاجة من طعام ودواء وملابس ومفروشات وكتب، يوميًا لتوزيعها على الفقراء -، ومركز زيد لخدمة القرآن، ووصلت إلى درجة افتتاحهم لقناة "الدعوة" التليفزيونية التي لم تستمر طويلًا، ورغم هذا لم تستطع الجماعة الانتشار خارج دمشق بسبب سياسة التضييق التي اتبعها النظام، واستمرت العلاقات على هذه الوتيرة لحين انتكاس العلاقة مع النظام للمرة الأخيرة.
كان هذا الانفتاح الداخلي من طرف النظام قد فسره البعض بأنه بسبب أزمة دولية عاشها بعد أحداث لبنان واتهامه بقتل رفيق الحريري، لكن في عام 2008 وبعد زيارة الأسد لباريس والتقائه بالرئيس الفرنسي ساركوزي، عادت العراقيل تواجه العمل الدعوي، وبدأت المضايقات والحد من نشاطات الجماعة والعمل على تأميم العمل الديني داخل إطار الحكومة من خلال وزارة الأوقاف.

### الزيديون وثورة 2011م
رغم أن جماعة زيد كانت بعيدة تمام عن السياسة خاصة بعد أحداث الثمانينات إلا أن بعضًا من أفرادها مثل الشيخ أسامة الرفاعي قاموا بانتقاد النظام السوري علانية.
لقد انقسمت الجماعة بعدها إلى قسمين: بقيت معاهد الفرقان ومعظم كادرها على رأس عملها، لكن مع انتهاء الإشراف المباشر من الشيخ أسامة الرفاعي الذي كان يعد المشرف العام على هذه المؤسسة، في حين يديرها اليوم سنينه موسى العربي النوي تلميذ الرفاعي الأب.
أما مسجدا الإيمان وحمزة والعباس بشيخيهما مكتبي والعرقسوسي، فلم يتأثرا كثيرا بظروف الثورة، إذ بقي الشيخان على حيادهما.
ثم كانت نقطة التحوّل في موقف الجماعة عندما تعرّض الرفاعي نفسه إلى اعتداء بالضرب المبرّح على يد مؤيدي النظام وهجوم على مسجده وعلى أنصاره، ما استفزّ أهالي مدينة دمشق ودفع إلى خروجهم في مسيرات حاشدة في اليوم التالي تأييداً للرفاعي الذي انتقل إلى خارج البلاد مرّة أخرى مع شقيقه الأصغر وعدد من قيادات الجماعة، وأعلنوا وقوفهم الصريح والعلني مع الثورة السوريّة.
ثم قام النظام السوري بإخضاع جماعة زيد وجماعة الميدان ومسجد الرفاعي في المزّة إلى رقابة صارمة ومشدّدة، وأوكل لمعهد الفتح الإسلامي إدارة العديد من منابرها وجل إدارتها، وعين حسان عوض، المحاضر في المعهد وفي كلية الشريعة، داعية في مسجد الرفاعي أحد أكبر جوامع العاصمة والذي لطالما كان مرتبطاً بجماعة زيد، وجرى تغيير اسم المسجد مرتين للدلالة على القطيعة مع الماضي.
وبعدما غادر قادة جماعة زيد وعلى رأسهم الشيخ أسامة الرفاعي - الذين سلّموا النظام مساجدهم ومدارسهم ليديرها معهد الفتح الإسلامي- سوريا أسسوا مؤسسة زيد بن ثابت الأهلية في تركيا المرتبطة بالمجلس الإسلامي. وقد انضم إلى هذا الرهط رجال دين وفقهاء آخرون.

## نشاطه الاجتماعي
لم ينسَ عبد الكريم ما كان يعاني منه الكثير من أفراد مجتمعه، وخاصة في الأحياء الشعبية من الفقر والمرض والحاجة، فدعا إلى تأسيس الجمعيات الخيرية التي تعتني بشؤون الفقراء والمرضى والأرامل والأيتام المحتاجين عملا بقول الله عز وجل: {وتعاونوا على البرِّ والتقوى} وبقول رسول الله: "واللهُ في عون العبد مادام العبد في عون أخيه"، وبذلك يقترن القول بالعمل، وينشأ المجتمع المسلم المتكافل الذي إذا اشتكى منه عضوٌ تداعى له سائرُ الجسد بالسهر والحُمَّى.
وكان من ثمار هذا التوجُّه إنشاء جمعية البر والإحسان في حي قبر عاتكة، وجمعية إغاثة الفقير في حي باب سريجة، ولما ظهرت آثار هاتين الجمعيتين وكثرت أعباؤهما أسس الشيخ مع لفيف من العلماء وأهل الخير الصالحين جمعية ثالثة يشمل نشاطها مدينة دمشق بأسرها وهي جمعية النهضة الإسلامية، التي تقوم برعاية الفقراء والمحتاجين من أي حي كانوا وسد حاجة المرضى والعاجزين ومكافحة التسول والتشرد لتظهر عاصمة بلاد الشام بالمظهر الكريم الذي يليق بها، وكان الشيخ يختار لهذه الجمعيات الأعضاء والإداريين ممن تتوفر فيهم الثقة العظيمة، والسمعة الطيبة، والعاطفة الإيمانية النبيلة، الذين يعطون ولا يأخذون، ويبذلون ولا يطلبون إلا رضا الله عز وجل.

## أبناؤه
للشيخ عدد من الأبناء منهم الشيخ أسامة عبد الكريم الرفاعي مفتي الجمهورية العربية السورية، والشيخ سارية الرفاعي الداعية والمربي، أخذا عنه العلم الشرعي وخلَفاه في دوره الدعوي والشرعي.

## مرضه ووفاته
أصيب الشيخ بشلل نصفي أقعده عن العمل ستة أشهر، وقُبيل وفاته بعشَرة أيام غاب عن الوعي، ولم يُفق إلا لحظة وفاته، وكانت الوفاة بدمشق يوم الأربعاء 26 من المحرَّم 1393هـ الموافق 28 من فبراير (شُباط) 1973م. ودُفن في مقبرة الباب الصغير ضمن مقام شيخه إبراهيم الغلاييني الذي ضمَّ قبور عدد من العلماء.